# Ghiroda
Ghiroda est une commune du Județ de Timiș dans le Banat en Roumanie.
L'aéroport international Traian-Vuia est situé dans la commune de Ghiroda.

## Politique
| Parti | Parti                                            | Sièges |
| ----- | ------------------------------------------------ | ------ |
|       | Parti national libéral (PNL)                     | 4      |
|       | Parti social-démocrate (PSD)                     | 4      |
|       | Parti écologiste roumain (PER)                   | 4      |
|       | Parti national paysan chrétien-démocrate (PNȚCD) | 2      |
|       | Parti Mouvement populaire (PMP)                  | 2      |